# Saint-Jean-Baptiste du Val-Iton
Saint Jean-Baptiste du Val-Iton est une paroisse du diocèse d'Évreux en Normandie née de la fusion de plusieurs paroisses en 1964.

## Situation géographique
La paroisse comprend la colline de Saint-Michel et les abords orientaux du plateau du Neubourg. Une dépendance de cette paroisse, Gravigny, est située dans la plaine alluviale de l'Iton bordée de falaises de craie dite pierre de Vernon. La construction de la cathédrale d'Évreux et des matériaux employés pour l'édification des églises paroissiales reste peu documentée en ce qui concerne l'archéologie du bâti en Normandie par les érudits universitaires.
D'importantes cavités souterraines, surtout dans le quartier de Saint-Michel servant autrefois de carrière pour bâtir la cathédrale d'Évreux, rendent le site particulièrement instable.

## Création de la paroisse

### Le plan paroisse 2000
La paroisse est recréée en 2007 par Jérôme Payre, alors curé de la paroisse, afin de fédérer les paroisses du sud-est du plateau du Neubourg, dans le cadre du projet Paroisse 2000 initié par Jacques David et poursuivi en 2005 par Christian Nourrichard, son successeur à l'épiscopat d'Évreux.

### L'engagement économique

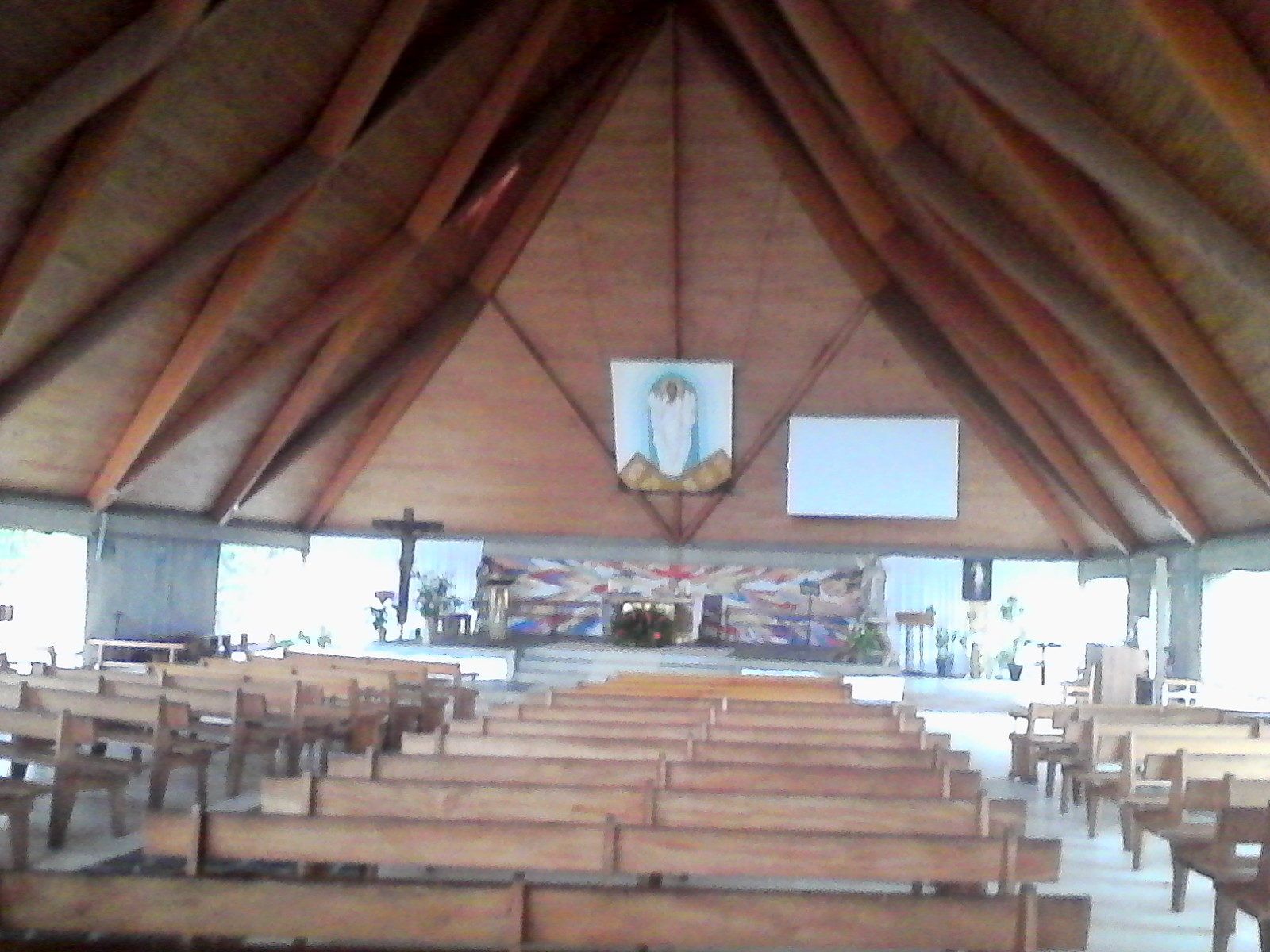
Église paroissiale de Saint Michel principale église de la paroisse

### Les subdivisions paroissiales
- Saint Michel
- Normanville
- Gravigny
- Huest
- Sacquenville
- Brosville

## Controverses

### Les pratiques psycho-spirituelles
L'association paroissiale Eure du réveil organise des "cérémonies de guérison psycho-spirituelle" combinant christianisme évangélique et psychanalyse. Ces pratiques venues d'outre-Atlantique suscitent une vive inquiétude au sein de la Conférence des évêques de France[réf. nécessaire]. Ces méthodes sont évoquées dans les rapports de dérives sectaires, compte tenu de l'emprise mentale par faux souvenir induit.
Ces pratiques sont issues de la communauté des Béatitudes avec laquelle la paroisse entretient des liens[source insuffisante].

### Détournements de fonds
En 2015, l’abbé Francis Michel, recteur de l'église du Planquay, est condamné à 15 000 € d'amende pour abus de confiance et détournement de fonds issus notamment de la quête et les dons. En 2016, il est suspendu pour avoir célébré des cérémonies (mariages, baptêmes, inhumations...) sans autorisation. En 2021 il fait appel selon le principe du droit français de double juridiction et obtient gain de cause.
Il réitère son engament d'opposition à l'orientation pastorale en 2019 quand il organise des messes pro-gilet jaune et anti-Macron.
Parcellement en 2022, il fonde sa propre église catholique dissidente association:" culte chrétien traditionnelle" dans le but de préserver et d'accomplir son enseignement.

### Église verte
L'association pontificale Église verte est considérée par les associations de défense de l'Église comme un paravent pour masquer les dysfonctionnements et les affaires judiciaires impliquant l'Église en tant qu'institution.La paroisse Saint-Jean-Baptiste du Val-Iton en partenarial avec la doyenneté centre du diocèse d'Evreux et église verte d'Evreux une collecte de déchet. Cette collecte est assurée par l' aumônerie diocésaine jeune.

### L'association Hosanna
Association catholique organisatrice de spectacles, elle suscite une polémique, autour de la laïcité, à cause de son financement par les autorités municipales d'Évreux en 2017.